# Oliarus nemoricola
Oliarus nemoricola är en insektsart som beskrevs av George Willis Kirkaldy 1909. Oliarus nemoricola ingår i släktet Oliarus och familjen kilstritar. Inga underarter finns listade i Catalogue of Life.